# New York Produce Exchange
El New York Produce Exchange fue una bolsa de intercambio de productos agrícolas en Bowling Green en el Lower Manhattan, Nueva York (Estados Unidos). Fue fundada en 1861 y sirvió a una red de distribuidores de productos y productos básicos en todo Estados Unidos. En la década de 1880, tenía la mayor cantidad de miembros de cualquier bolsa de valores de Estados Unidos.
La estructura del Produce Exchange fue el primer edificio del mundo en combinar hierro forjado y mampostería en su construcción estructural. Fue demolido en 1957 para dar paso a un rascacielos llamado 2 Broadway.

## Historia

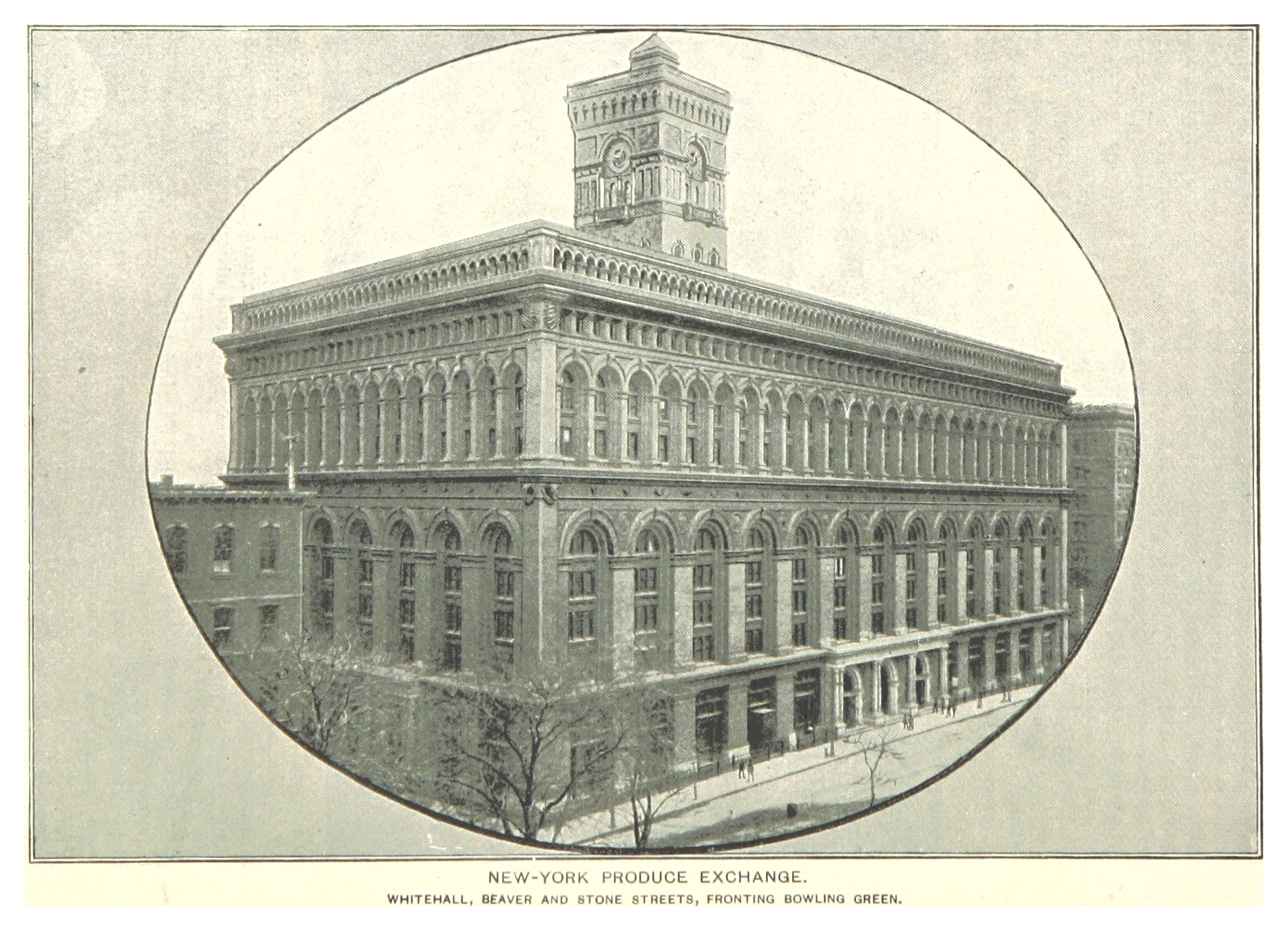
El New York Produce Exchange en 1893.

El Produce Exchange de productos se fundó en 1861 y prestó servicios a una red de distribuidores de productos y productos básicos en todo Estados Unidos. En 1881, el intercambio comenzó a construir una estructura que The New York Times llamó más tarde "la estructura de intercambio más impresionante jamás vista en Manhattan". La oferta por el proyecto fue para George Browne Post. Christopher Gray escribió para el Times que en el sitio de 46 por 91 m, "Post construyó una fortaleza porticada, tan noble como cualquier otra en Florencia, pero en ladrillo rojo ardiente. Post hizo más de 4.000 dibujos para el Produce Exchange, que le dio un piso comercial de 144 por 220 pies de 60 pies de altura, con una torre descentrada que se elevaba a 224 pies". Terminado en 1884, se situó en Bowling Green y fue el primer edificio del mundo en combinar hierro forjado y mampostería en su construcción estructural.
En 1885, el Produce Exchange tenía la mayor cantidad de miembros de cualquier bolsa en Estados Unidos. En 1886, Harper's New Monthly Magazine describió el comercio en el edificio como "discordia callithumpiana" con "chillidos diabólicos". El edificio en ese punto tenía comodidades para compradores y vendedores, tenía salones, un restaurante, salas de reuniones, oficinas que se podían alquilar y una biblioteca. En la década de 1880, la membresía era de alrededor de 2.500. Para 1900, el Produce Exchange generaba 15 millones de dólares por día en el negocio.
Después de la aprobación del contralor de la Moneda el día anterior, el 21 de junio de 1920, el Mechanics and Metals National Bank y el Produce Exchange Union se fusionaron. Con sucursales en Manhattan y una oficina principal en 20 Nassau Street, la nueva institución consolidada se denominó Mechanics and Metals National Bank. El capital, el superávit y las ganancias combinados del nuevo banco se aproximaron a 25 millones, con depósitos que excedieron los 200 millones.
La membresía había caído a 500 en la década de 1950. En 1953, el Produce Exchange se trasladó a un nuevo edificio de oficinas diseñado por William Lescaze. Fue demolido en 1957 y reemplazado por una torre de 32 pisos construida entre 1958 y 1959, la 2 Broadway.

## Galería

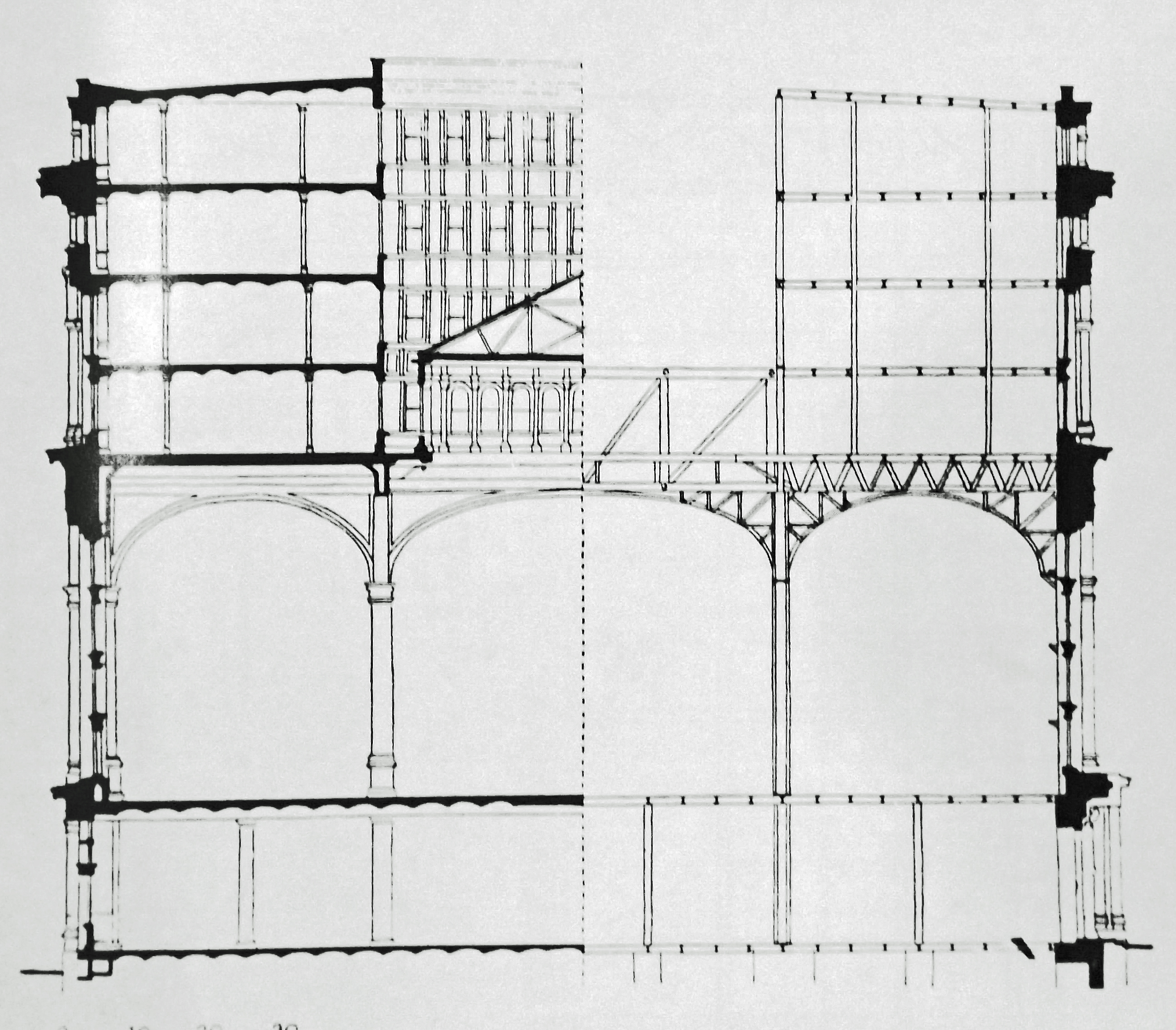
Diseño estructural
Interior en 1880
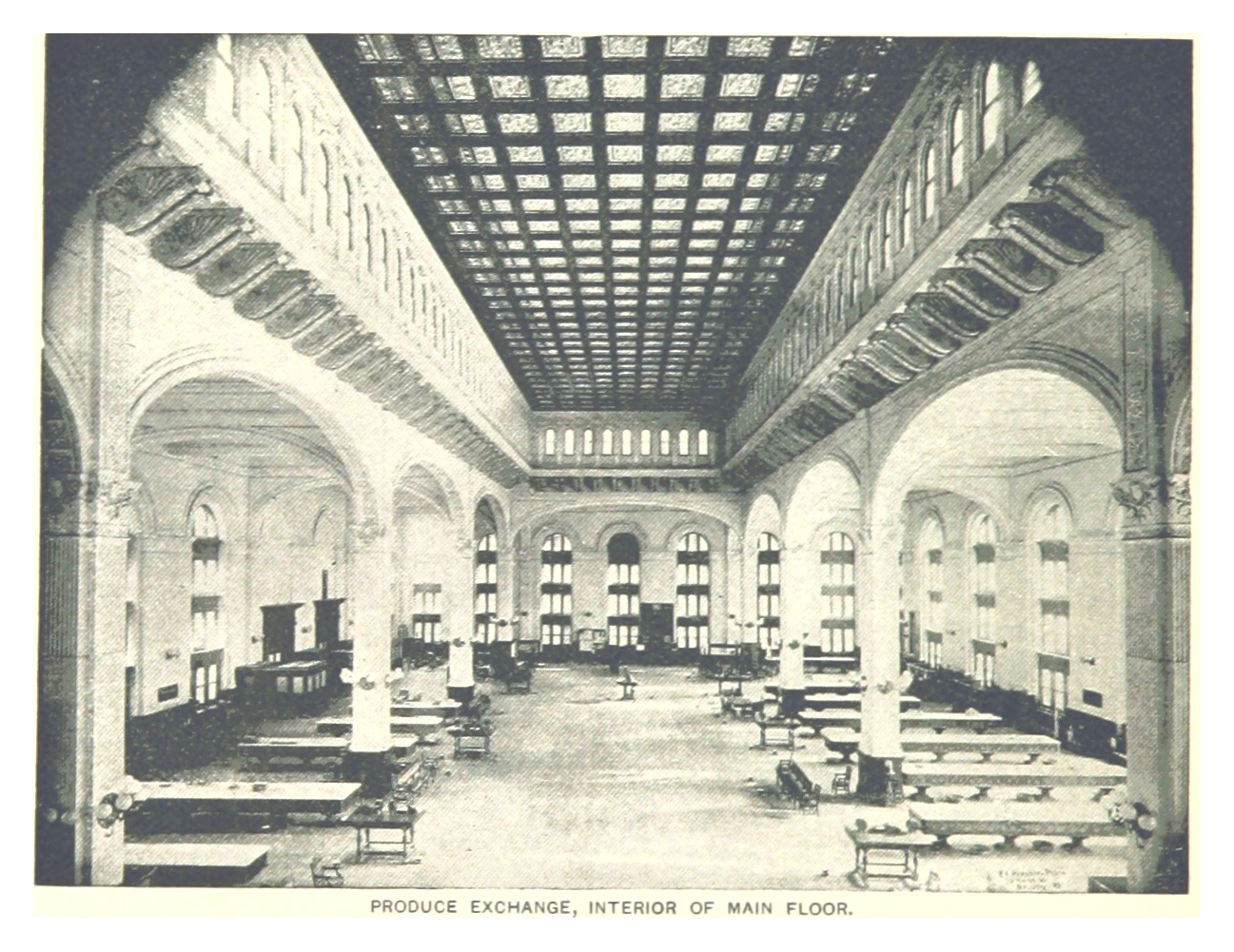
Imagen del piso principal, publicada en 1893
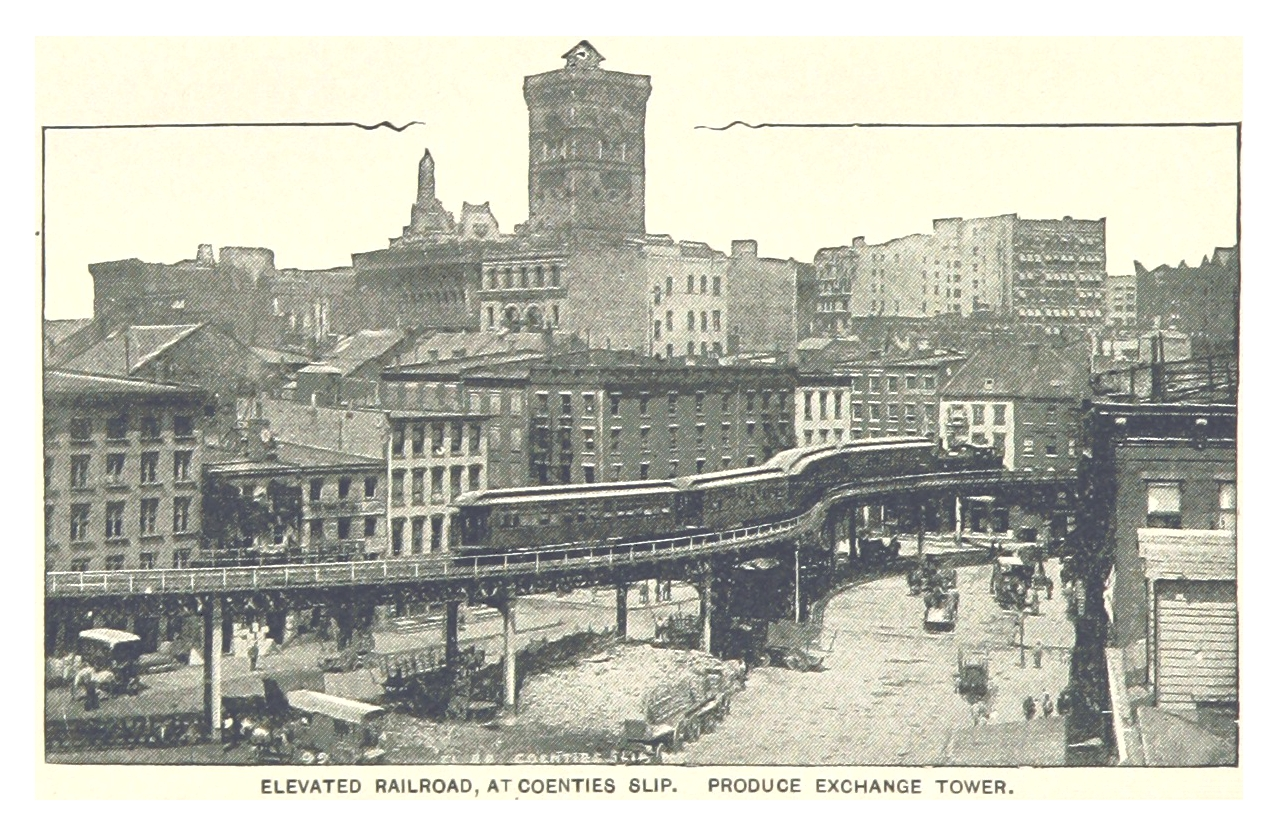
Vista de la torre del New York Produce Exchange
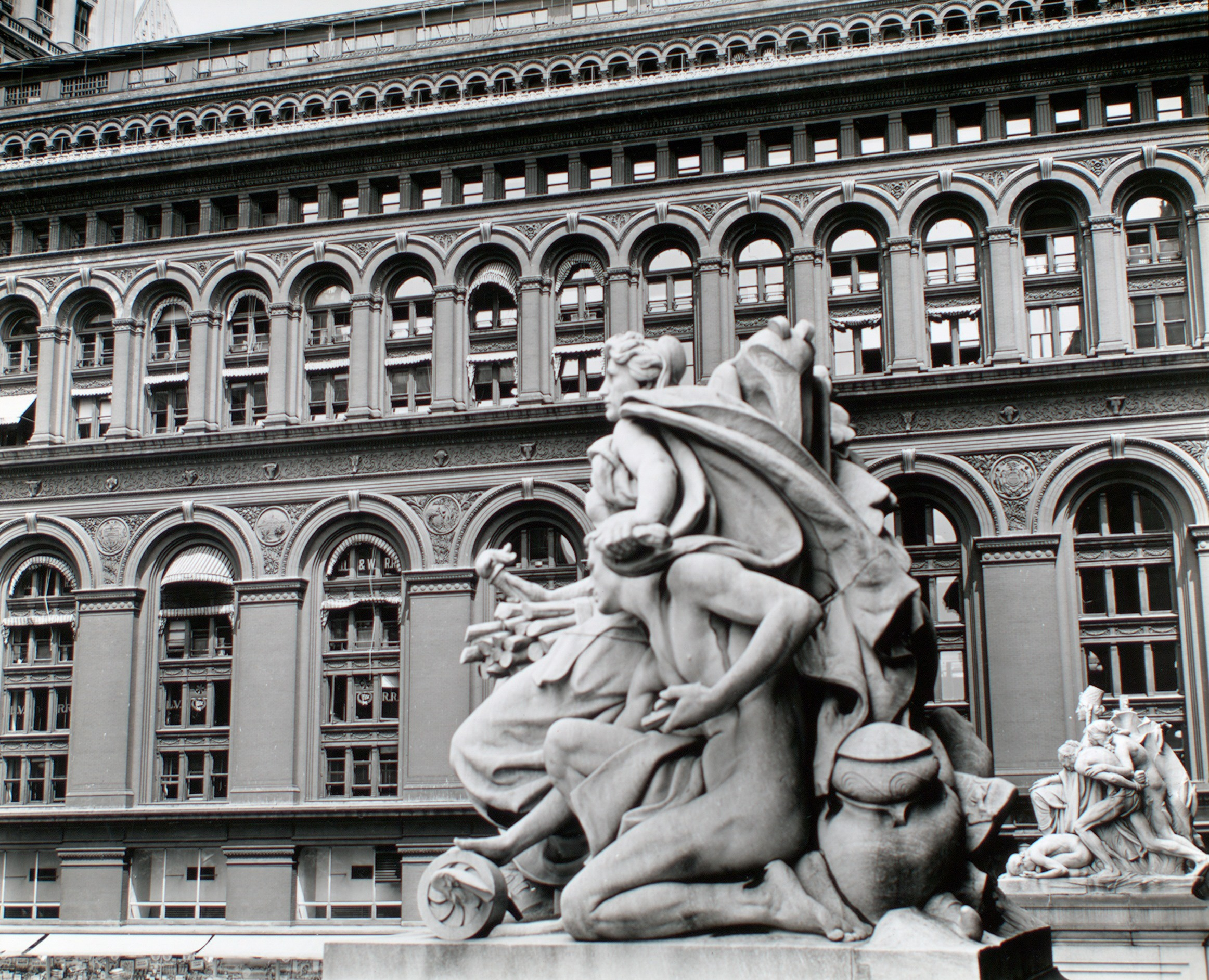
Estatuas en la parte trasera del edificio
Vista del exterior